# Leonid Bogdànov
Leonid Bogdànov   (Moscou, 23 de juny de 1927 - 12 de maig de 2021) va ser un tirador d'esgrima rus, especialista en sabre, que va competir sota bandera de la Unió Soviètica durant la dècada de 1950.
El 1956 va prendre part en els Jocs Olímpics d'Estiu de Melbourne, on guanyà la medalla de bronze en la prova de sabre per equips del programa d'esgrima.
En el seu palmarès també destaca una medalla de bronze al Campionat del món d'esgrima de 1955.